# Verdensmesterskabet i fodbold 1954 - finalen
Finalen om verdensmesterskabet i fodbold 1954 var den 5. finale siden turneringens etablering i 1930. Den blev spillet den 4. juli 1954 foran 62.500 tilskuere på Wankdorfstadion i Schweiz' hovedstad Bern, og skulle finde vinderen af VM i fodbold 1954. De deltagende hold var Vesttyskland og Ungarn. Det tyske hold vandt kampen med 3-2, hvilket var første gang holdet blev verdensmestre i fodbold.
Kampen blev ledet af den engelske dommer William Ling.

## Kampen

### Detaljer
| 4. juli 1954 17.00 (CET) |

| Vesttyskland                | 3 – 2   | Ungarn                  |
| --------------------------- | ------- | ----------------------- |
| Morlock 10' · Rahn 18', 84' | Rapport | 6' Puskás · 8' Czibor · |

| Wankdorfstadion, Bern Tilskuere: 62.500 Dommer: William Ling (England) |

| Vesttyskland | Ungarn |